# Picrothamnus
Picrothamnus là một chi thực vật có hoa trong họ Cúc (Asteraceae).

## Loài
Chi Picrothamnus gồm các loài: